# Entosthodon latifolius
Entosthodon latifolius là một loài Rêu trong họ Funariaceae. Loài này được Hook. f. mô tả khoa học đầu tiên năm 1840.